# More Truth Than Poetry
More Truth Than Poetry er en amerikansk stumfilm fra 1917 af Burton King.

## Medvirkende
- Olga Petrova som Elaine Esmond / Vera Maitland.
- Mahlon Hamilton som Ashton Blair / Blake Wendell.
- Charles Martin som Daniel Maitland.
- Violet Reed som Florence Grant.
- Mary Sands som Grace Danby.